# Вологі ліси Кататумбо
Вологі ліси Кататумбо (ідентифікатор WWF: NT0108) — неотропічний екорегіон тропічних та субтропічних вологих широколистяних лісів, розташований на заході Венесуели та на північному сході Колумбії.

## Географія
Екорегіон вологих лісів Кататумбо охоплює чотири ізольовані ділянки вологих тропічних лісів, розташовані на південь та захід від озера Маракайбо, на території Західної Венесуели та колумбійського департаменту Норте-де-Сантандер. Найбільша ділянка екорегіону простягається дугою уздовж східних передгір'їв гір Серранія-дель-Періха та північних передгір'їв гір Кордильєра-де-Мерида. На південний захід від озера Маракайбо розташована ще одна ділянка, яка прилягає до південно-східного узбережжя озера. Дві ділянки екорегіону лежать на схід від озера Маракайбо, в горах Серранія-дель-Емпаладо та Серранія-де-Хірахара, які підіймаються на висоту до 1600-1900 м над рівнем моря і є частиною гористого регіону Коро.
Рельєф екорегіону представлений низовинами Маракайбської западини та навколишніми передгір'ями і горами. З Венесуельських Анд до озера Маракайбо через територію регіону стікає низка річок, найбільшою з яких є Кататумбо.
Більша частина екорегіону оточена сухими лісами Маракайбо, які займають більшу частину басейну озера. В горах на заході та півдні вологі ліси Кататумбо переходять у гірські ліси Кордильєри-Орієнталь та у гірські ліси Венесуельських Анд, а у деяких районах на узбережжі озера Маракайбо — у мангрові ліси, які є частиною екорегіону венесуельських мангрів.

## Клімат
В межах екорегіону переважає мусонний клімат (Am за класифікацією кліматів Кеппена) або екваторіальний клімат (Af за класифікацією Кеппена). Найбільша кількість опадів випадає на південному заході екорегіону через панівні вітри, які приносять вологу у передгір'я. Середньорічна кількість опадів може досягати тут 4300 мм.

## Флора
Флора екорегіону характеризується високим різноманіттям, однак ботанічні знання щодо неї є дуже обмеженими. Найпоширенішими родинами рослин у вологих лісах Кататумбо є Бомбаксові (Bombacaceae), Комбретові (Combretaceae), Лецитисові (Lecythidaceae), Бобові (Fabaceae), Сапотові (Sapotaceae), Липові (Tiliaceae) та Вошизієві (Vochysiaceae).
Основними рослинними угрупованнями екорегіону є вологі тропічні ліси, лісовий намет в яких розташований на висоті 40 м над землею. Дерева, що належать до середнього ярусу, виростають до 20 м заввишки, а дерева та кущі з нижнього ярусу — до 10 м заввишки. У верхньому ярусі лісів регіону переважають високі кеш'ю (Anacardium excelsum), гвіанські крабові дерева (Carapa guianensis), бавовняні дерева (Ceiba pentandra), цятковані кумаруни (Dipteryx punctata), гвіанські гарматні дерева (Couroupita guianensis), панамські стеркулії (Sterculia apetala) та різні види ешвайлерій (Eschweilera spp.), у середньому ярусі — бразильські гуананді (Calophyllum brasiliense), американські мускусні дерева (Guarea guidonia), повислі паркії (Parkia pendula), великолопатеві пентаклетри (Pentaclethra macroloba) та різні види шварцій (Swartzia spp.), а у нижньому ярусі — тріхілії Пле (Trichilia pleeana), тріхілії Мейнса (Trichilia maynasiana) та різні види комбретумів (Combretum spp.), інг (Inga spp.), люехій (Luehea spp.) та протіумів (Protium spp.). Також у лісах екорегіону зустрічаються шестипелюсткові густавії (Gustavia hexapetala), колумбійські червоні дерева (Cariniana pyriformis), тонконогі фарамеї (Faramea capillipes), колумбійські очотернеї (Ochoterenaea colombiana), міконії Моккеріса (Miconia mocquerysii) та вошизії Лехманна (Vochysia lehmannii).
Деякі райони на заході та півдні екорегіону зазнали значного антропогенного впливу. Тут внаслідок лісозаготівлі, розвитку сільського господарства та надмірного випасу худоби ліси деградували та перетворилися у вторинні зарості, у яких переважають різноманітні казеарії (Casearia spp.), цекропії (Cecropia spp.), кротони (Croton spp.), інги (Inga spp.), ізертії (Isertia spp.), жакаранди (Jacaranda spp.), треми (Trema spp.) та вісмії (Vismia spp.).
Вологі ліси Кататумбо, поширені на південь та захід від озера Маракайбо, є плейстоценовим рефугіумом, єдиним на північ від Анд, де збереглися залишки амазонської флори. Зокрема, різні реліктові види, такі як тонконогі фарамеї (Faramea capillipes), гвіанські тапіріри (Tapirira guianensis), каратолисті діпласії (Diplasia karatifolia), гвіанські мапрунеї (Maprounea guianensis), дрібноцвіті оліри (Olyra micrantha), трубчасті леандри (Leandra solenifera), жилкуваті міконії (Miconia nervosa), волосожилкові міконії (Miconia barbinervis), миртолисті мурірії (Mouriri myrtifolia), абути Пана (Abuta pahnii) та голівчасті психотрії (Psychotria capitata), зустрічаються у долині річки Оніа на півдні регіону. Серед реліктових видів, поширених у долині Кататумбо на сході Колумбії, слід відзначити колумбійську очотернею (Ochoterenaea colombiana), міконію Моккеріса (Miconia mocquerysii), палікурею Бантінга (Palicourea buntingii) та вошизію Лехманна (Vochysia lehmannii). Ендеміками вологих лісів Кататумбо є передгірські антуріуми (Anthurium praemontanum), гірські філодендрони (Philodendron mesae), родоспати Переса (Rodospatha perezii) та спатіфіллуми Переса (Spathiphyllum perezii) з родини Кліщинцеві (Araceae), а також прикрашені беслерії (Besleria ornata) з родини Геснерієві (Gesneriaceae), які споріднені з жорсткими безлеріями (Besleria immitis), поширеними в Колумбійській та Перуанській Амазонії.

## Фауна
Фауна екорегіону є недостатньо дослідженою. Серед великих ссавців, поширених в лісах екорегіону, слід відзначити білохвостого оленя (Odocoileus virginianus), американську мазаму (Mazama americana), амазонійську мазаму (Mazama nemorivaga), ошийникового пекарі (Dicotyles tajacu), буру коату (Ateles hybridus), рудого ревуна (Alouatta seniculus), звичайну шерстисту мавпу (Lagothrix lagothricha), бурогорлого лінивця (Bradypus variegatus), північного двопалого лінивця (Choloepus hoffmanni), а також пум (Puma concolor) та ягуарів (Panthera onca), найбільших хижаків Колумбії.
Серед дрібніших ссавців, поширених в екорегіоні, слід відзначити оцелота (Leopardus pardalis), маргая (Leopardus wiedii), ягуарунді (Herpailurus yagouaroundi), сіру лисицю (Urocyon cinereoargenteus), майконга-крабоїда (Cerdocyon thous), кінкажу (Potos flavus), ракуна-крабоїда (Procyon cancrivorus), неотропічну видру (Lontra longicaudis), рудохвосту вивірку (Sciurus granatensis), бразильського коенду (Coendou prehensilis), північного стрункого опосума (Gracilinanus marica), чотириокого опосума Мондольфі (Philander mondolfii), дев'ятипоясного броненосця (Dasypus novemcinctus) та північного тамандуа (Tamandua mexicana). Майже ендемічними представниками екорегіону є сірорукі нічні мавпи (Aotus griseimembra), періханські капуцини (Cebus leucocephalus), венесуельські коенду (Coendou pruinosus), жовті деревні рисові хом'яки (Oecomys flavicans), венесуельські лазаючі миші (Rhipidomys venezuelae) та рудобокі голохвості опосуми (Monodelphis palliolata).
Серед поширених в регіоні птахів слід відзначити червононогого татаупу (Crypturellus erythropus), венесуельського кракса (Crax daubentoni), рудогузу чачалаку (Ortalis ruficauda), чубату пенелопу (Penelope purpurascens), гвіанського токро (Odontophorus gujanensis), строкатого голуба (Patagioenas speciosa), сіроголову горличку (Leptotila rufaxilla), велику піаю (Piaya cayana), сіроволого ерміта (Phaethornis augusti), світлочеревого ерміта (Phaethornis anthophilus), колібрі-рубіна (Chrysolampis mosquitus), синьоголового колібрі-якобіна (Florisuga mellivora), білобородого колібрі-сапфіра (Chlorestes cyanus), фіолетоволобого колібрі-лісовичка (Thalurania colombica), синьохвостого колібрі-білогуза (Chalybura buffonii), цакатла (Amazilia tzacatl), неотропічного яструба (Accipiter bicolor), великодзьобого канюка (Rupornis magnirostris), буру сову-лісовика (Strix virgata), строкату сову-лісовика (Strix nigrolineata), неотропічну сплюшку (Megascops choliba), плямистоволого аракарі (Pteroglossus torquatus), червоногузого дзьогана (Veniliornis kirkii), малого декола (Colaptes punctigula), рудохвосту якамару (Galbula ruficauda), синьокрилого ару (Ara severus), жовтолобого амазона (Amazona farinosa), буроплечого тіріку (Brotogeris jugularis), рудоволого аратингу (Eupsittula pertinax), гвіанського папугу-горобця (Forpus passerinus), низинного сорокуша (Thamnophilus atrinucha), північного сорокуша-малюка (Sakesphorus canadensis), білочеревого покривника (Myrmeciza longipes), білобокого кадука (Myrmotherula axillaris), строкатоголового дереволаза (Lepidocolaptes souleyetii), світлодзьобого кокоа (Dendroplex picus), блідого пію (Synallaxis albescens), гострохвостого манакіна-червононога (Chiroxiphia lanceolata), тропічного тирана (Tyrannus melancholicus), жовтоголового тирана (Tyrannulus elatus), венесуельського копетона (Myiarchus venezuelensis), білочеревого тітіріджі (Hemitriccus margaritaceiventer), золотолобого віреончика (Pachysylvia aurantiifrons), синьоброву паю (Cyanocorax affinis), голоокого дрозда (Turdus nudigenis), рудого дрозда (Turdus fumigatus), білобрового різжака (Campylorhynchus griseus), амазонійського шпалюшка (Microcerculus marginatus), тринідадську гутураму (Euphonia trinitatis), золотоголового трупіала (Icterus auricapillus), кармінову габію (Habia rubica), блакитного цукриста (Dacnis cayana) та церебу (Coereba flaveola).
Майже ендемічними представниками екорегіону є колумбійські серпокрильці-крихітки (Tachornis furcata), зелені колібрі-лісовички (Chrysuronia goudoti), колумбійські колібрі-смарагди (Chlorostilbon gibsoni), вузькохвості колібрі-смарагди (Chlorostilbon stenurus), рудогорлі лінивки-жовтооки (Hypnelus ruficollis), карибські горнеро (Furnarius longirostris) та білощокі тамаруго (Conirostrum leucogenys).

## Збереження
Значна частина первинного рослинного покриву була знищена за останні століття або значно деградувала. Вирубка лісів на гірських схилах призвела до ерозії ґрунтів. Основними загрозами для збереження природи регіону є розвиток сільського господарства, зокрема надмірний випас худоби, а також розвиток нафтової промисловості та забруднення річок внаслідок промислової та сільськогосподарської діяльності.
Оцінка 2017 року показала, що 10 768 км², або 47 % екорегіону, є заповідними територіями. Природоохоронні території включають: Національний парк Сьєнагас-дель-Кататумбо, Національний парк Сьєрра-де-Періха та Національний парк Сьєрра-де-ла-Кулата у Венесуелі, а також Національний природний парк Кататумбо-Барі в Колумбії.